# Colin Devey
Colin Devey (* 1961 in Holmfirth, England) ist ein britisch-deutscher Geologe und Vulkanologe. Er gilt als Experte für submarinen Vulkanismus und plattentektonische Prozesse.
Weitere Bekanntheit erlangte er durch die Moderation von Dokumentationen zum Thema Geologie im ZDF.

## Leben und Wirken
Colin Devey wurde im Jahr 1961 als Sohn einer Physiotherapeutin und eines Bergbauingenieurs in Holmfirth in Nordengland geboren.
Ab 1979 studierte er Geologie am Imperial College London, wo er 1982 den Bachelor erwarb. Anschließend promovierte er 1986 an der Universität Oxford mit einer Arbeit über Vulkanismus und geochemische Prozesse. Seit den 1990er Jahren ist Devey wissenschaftlicher Mitarbeiter am GEOMAR Helmholtz-Zentrum für Ozeanforschung Kiel, einer der führenden Einrichtungen für Meeresforschung in Deutschland.
Deveys Forschungsschwerpunkte liegen auf der Untersuchung von submarinen Vulkangebieten und deren Rolle in der Bildung der ozeanischen Kruste. Er hat zahlreiche Forschungsreisen geleitet, darunter Expeditionen zu mittelozeanischen Rücken, untermeerischen Vulkaninseln und Backarc-Becken.
Neben seiner Arbeit am GEOMAR Helmholtz-Zentrum für Ozeanforschung Kiel ist Colin Devey seit 2013 gelegentlich auch als Fachberater und Moderator von Dokumentationen über Geologie beim ZDF im Rahmen der Reihe Terra X tätig.

## Mitgliedschaften und Auszeichnungen
Colin Devey ist Mitglied mehrerer wissenschaftlicher Gesellschaften, darunter der European Geosciences Union und der Geological Society of London. Er war zudem in beratenden Gremien und als Gutachter für Fachzeitschriften tätig. In der Zeit von 2005 bis 2015 war er deutscher Repräsentant des Scientific Committee on Ocean Research (SCOR). Für seine Verdienste um die internationale Meeresgeologie wurde er mehrfach ausgezeichnet, unter anderem durch Ehrungen der EGU.

## Veröffentlichungen (Auswahl)
- Submarine Volcanism at the Mid-Atlantic Ridge, 1990, Earth and Planetary Science Letters
- Diversity of Hydrothermal Systems on Slow Spreading Ocean Ridges, 2010, ISBN 978-0-87590-478-8
- Magmatism and Tectonics at the East Pacific Rise, 2010, Journal of Volcanology and Geothermal Research

## Filmografie
- 2013: Terra X: Expedition Deutschland (2 Folgen)
- 2018–2019: Terra X: Expedition Europa (2 Folgen)
- 2021: Terra X: Expedition Deutschland – Das Vermächtnis der Steine (2 Folgen)
- 2022: Terra X: Unsere Kontinente: Asien
- 2024: Terra X: Der Metall-Planet (2 Folgen)[2]